# Reginald Hill
Reginald Charles Hill (* 3. April 1936 in Hartlepool, Durham, England; † 12. Januar 2012 in Cumbria) war ein britischer Krimi-Autor.

## Leben
Nach zwei Jahren Wehrdienst und drei Jahren Englischstudium an der Universität Oxford verdiente Hill seinen Lebensunterhalt zunächst als Lehrer. Hill, der schon immer ein begeisterter Schreiber war, konnte 1970 seinen ersten Roman bei einem Verleger unterbringen. Vom Debüt an ermitteln dabei seine bekanntesten Roman-Helden Andrew Dalziel (ausgesprochen diːˈɛl) und Peter Pascoe, ihres Zeichens Superintendent und Chief Inspector bei der Yorkshire-Polizei. Schon im Jahr darauf erschien der zweite Roman der Reihe, ein weiterer Krimi und der erste von acht Thrillern, die er unter dem Pseudonym Patrick Ruell veröffentlichte (nach seiner Frau Patricia Ruell). Weitere Pseudonyme aus dieser Zeit waren Dick Morland und Charles Underhill. Zehn Jahre arbeitete Reginald Hill zweigleisig, bevor er 1980 den Lehrerberuf aufgab und hauptberuflich Schriftsteller wurde. Neben den Polizeikrimis schrieb er zwischen 1993 und 2008 auch eine Detektivserie um Joe Sixsmith aus Luton sowie eine ganze Reihe weiterer Romane und Erzählungen.
Reginald Hill, der an einem Hirntumor litt, starb im Januar 2012 im Alter von 75 Jahren.

## Die FernsehserieDalziel and Pascoe
Von 1996 bis 2007 produzierte die BBC die Fernsehserie Dalziel and Pascoe nach Motiven und Figuren aus Hills Krimireihe, wobei nur die ersten Folgen nach Romanvorlagen entstanden. Es wurden zwölf Staffeln mit insgesamt 45 Episoden ausgestrahlt. Die Hauptrollen spielten Warren Clarke (Dalziel) und Colin Buchanan (Pascoe).

## Auszeichnungen
- 1990: CWA Gold Dagger für Bones and Silence (dt.: Die dunkle Lady meint es Ernst. Europa, Hamburg 2003)
- 1991: Prix du Roman d’Aventures für Un amour d’enfant (Original: Child’s Play; dt.: Kein Kinderspiel. Goldmann, München 1988)
- 1995: Cartier Diamond Dagger lifetime achievement award der britischen Crime Writers' Association als Auszeichnung für sein bisheriges Lebenswerk
- 1997: Palle-Rosenkrantz-Preis für Regnskabets dag (Original: Pictures of Perfection; dt.: Der Schrei des Eisvogels. Knaur, München 2004)
- 1997: CWA Short Story Dagger für On the Psychiatrist’s Couch in Whydunnit (The 1997 CWA Anthology)
- 1999: Barry Award (Best Novel) für On Beulah Height (dt.: Das Dorf der verschwundenen Kinder. Europa, Hamburg 2000)
- 2001: Macavity Award (Best Mystery Short Story) für A Candle for Christmas (Ellery Queen’s Mystery Magazin, Januar 2000)
- 2004: The Mystery Thriller Book Club People’s Choice[3] für Good Morning, Midnight (dt. Welch langen Weg die Toten gehen. Droemer, München 2006)
- 2011: Barry Award – Kategorie Bester britischer Kriminalroman für The Woodcutter

## Werke

### Die Andrew Dalziel & Peter Pascoe-Serie
- 1970 A Clubbable Woman
  - Eine Gasse für den Tod, dt. von Bernd Jost, Goldmann, München 1971.
- 1971 An Advancement of Learning
- 1973 Ruling Passion
  - Der Lüge schöner Schein, dt. von Silvia Visintini, Knaur, München 2006. ISBN 3-426-62442-7.
- 1975 An April Shroud
  - Ein nasses Grab, dt. von Silvia Visintini, Knaur, München 2011, ISBN 978-3-426-63331-1.
- 1978 A Pinch of Snuff
  - Der Calliope-Club, dt. von Tony Westermayer, Goldmann, München 1979. ISBN 3-442-04836-2.
- 1980 A Killing Kindness
  - Der Würger von Yorkshire, dt. von Christine Frauendorf-Mössel, Goldmann, München 1982. ISBN 3-442-05230-0.
- 1983 Deadheads
  - Welke Rosen muss man schneiden, dt. von Christine Frauendorf-Mössel, Goldmann, München 1986. ISBN 3-442-04996-2.
- 1984 Exit Lines
- 1987 Child’s Play
  - Kein Kinderspiel, dt. von Mechthild Sandberg-Ciletti, Goldmann, München 1988. ISBN 3-442-05054-5.
- 1988 Underworld
  - Unter Tage, dt. von  , Goldmann, München 1989. ISBN 3-442-05108-8.
- 1990 Bones and Silence
  - Die dunkle Lady meint es ernst, dt. von Xenia Osthelder, Europa, Hamburg 2003. ISBN 3-203-78012-7.
  - auch als: Mord auf Widerruf, gleiche Übersetzung, Knaur, München 2007. ISBN 3-426-62755-8.
- 1992 Recalled to Life
  - Ins Leben zurückgerufen, dt. von Xenia Osthelder, Europa, Hamburg 2004. ISBN 3-203-78011-9.
- 1994 Pictures of Perfection
  - Der Schrei des Eisvogels, dt. von Anke Kreutzer, Knaur, München 1994. ISBN 3-426-62441-9.
- 1995 The Wood Beyond
  - Der Wald des Vergessens, dt. von Xenia Osthelder, Europa, Hamburg 2005. ISBN 3-203-78010-0.
- 1998 On Beulah Height
  - Das Dorf der verschwundenen Kinder, dt. von Annette Hahn, Europa, Hamburg 2000. ISBN 3-203-78014-3.
- 1999 Arms and the Women
  - Das Haus an der Klippe, dt. von Sonja Schuhmacher und Thomas Wollermann, Europa, Hamburg 2003. ISBN 3-8289-7127-X.
- 2002 Dialogues of the Dead
  - Die rätselhaften Worte, dt. von Sonja Schuhmacher und Thomas Wollermann, Knaur, München 2005. ISBN 3-426-62400-1.
- 2002 Death’s Jest-Book
  - Die Launen des Todes, dt. von Karl-Heinz Ebnet, Droemer, München 2005. ISBN 3-426-19623-9.
- 2004 Good Morning, Midnight
  - Welch langen Weg die Toten gehen, dt. von Karl-Heinz Ebnet, Droemer, München 2006. ISBN 3-426-19691-3.
- 2007 The Death of Dalziel (US-Titel: Death Comes for the Fat Man)
  - Der Tod und der Dicke, dt. von Karl-Heinz Ebnet; Droemer, München 2011. ISBN 978-3-426-19781-3.
- 2008 A Cure for all Diseases (US-Titel: The Price of Butcher´s Meat)
  - Der Tod heilt alle Wunden, dt. von Karl-Heinz Ebnet, Droemer, München 2014. ISBN 978-3-426-19858-2.
- 2009 Midnight Fugue
  - Die letzte Stunde naht, dt. von Karl-Heinz Ebnet, Droemer, München 2017. ISBN 978-3-426-19957-2

Die Serie ist nicht vollständig übersetzt und auf Deutsch teilweise in anderer Reihenfolge veröffentlicht worden.
Bei HarperCollins gab es seit 2004 eine Neuauflage aller Dalziel/Pascoe-Romane.

### Die Joe Sixsmith-Serie
- 1993 Blood Sympathy
- 1995 Born Guilty
- 1997 Killing the Lawyers
- 1999 Singing the Sadness
- 2008 The Roar of the Butterflies

Die Serie ist bisher nicht auf Deutsch erschienen.

### Weitere
- 1971 Fell of Dark
- 1971 The Castle of the Demon (unter dem Pseudonym Patrick Ruell – auch veröffentlicht unter dem Titel The Turning of the Tide)
- 1972 A Fairly Dangerous Thing
- 1972 Red Christmas (unter dem Pseudonym Patrick Ruell)
  - Mord in Dingley Dell, dt. von Karl-Heinz Ebnet, DuMont, Köln 2020. ISBN 978-3-8321-6617-5.
- 1973 Heart Clock (unter dem Pseudonym Dick Morland – als Reginald Hill-Roman später veröffentlicht unter dem Titel Matlock's System)
- 1974 Death Takes a Low Road (unter dem Pseudonym Patrick Ruell – auch veröffentlicht als The Low Road)
- 1974 A Very Good Hater
- 1974 Albion! Albion! (unter dem Pseudonym Dick Morland – als Reginald Hill-Roman später veröffentlicht unter dem Titel Singleton's Law)
- 1975 Beyond the Bone (unter dem Pseudonym Patrick Ruell – als Reginald Hill-Roman später veröffentlicht unter dem Titel Urn Burial)
- 1976 Another Death in Venice
  - Noch ein Tod in Venedig, dt. von Tony Westermayer, Goldmann, München 1981. ISBN 3-442-05219-X.
- 1979 The Forging of Fantom (unter dem Pseudonym Charles Underhill)
- 1979 Pascoe’s Ghost and Other Brief Chronicles of Crime (Short Stories)
  - Das Rio-Papier und andere Kriminalgeschichten, dt. von Christine Frauendorf-Mössel, Goldmann, München 1981. ISBN 3-442-05216-5.
- 1980 The Spy's Wife
- 1982 Who Guards the Prince?
  - Wer schützt Prinz Arthur?, dt. von  Christine Frauendorf-Mössel, Goldmann, München 1983. ISBN 3-442-05243-2.
- 1985 No Man's Land
- 1986 The Long Kill (unter dem Pseudonym Patrick Ruell)
- 1987 There Are No Ghosts in the Soviet Union and Other Stories (Short Stories)
- 1987 The Collaborators
- 1987 Death of a Dormouse (unter dem Pseudonym Patrick Ruell)
- 1989 Dream of Darkness (unter dem Pseudonym Patrick Ruell)
- 1992 Brother's Keeper
- 1993 The Only Game (unter dem Pseudonym Patrick Ruell)
- 2005 The Stranger House
  - Das Fremdenhaus, dt. von Dietmar Schmidt, Ehrenwirth, Bergisch Gladbach 2007. ISBN 3-431-03704-6.
- 2010 The Woodcutter
  - Rache verjährt nicht, dt. von Ulrike Wasel und Klaus Timmermann, Suhrkamp, Berlin 2013. ISBN 978-3-518-46390-1.